# Sender Mettlach
Der Sender Mettlach ist eine Sendeanlage des Saarländischen Rundfunks zur Ausstrahlung von Hörfunksignalen. Er befindet sich südwestlich des Mettlacher Ortskerns. Als Antennenträger kommt ein freistehender Stahlfachwerkturm zum Einsatz.
Der Sender versorgt hauptsächlich das Gebiet rund um die Saarschleife.

## Frequenzen und Programme

### Analoger Hörfunk (UKW)
| Frequenz (MHz) | Programm                | RDS PS   | RDS PI | Regionalisierung | ERP (kW) | Antennendiagramm rund (ND)/gerichtet (D) | Polarisation horizontal (H)/vertikal (V) |
| -------------- | ----------------------- | -------- | ------ | ---------------- | -------- | ---------------------------------------- | ---------------------------------------- |
| 88,5           | SR kultur               | SRkultur | D3B2   | –                | 0,01     | D (20–80°)                               | H                                        |
| 96,0           | SR 3 Saarlandwelle      | __SR_3__ | D3B3   | –                | 0,01     | D (20–80°)                               | H                                        |
| 98,6           | SR 1                    | __SR_1__ | D3B1   | –                | 0,01     | D (20–80°)                               | H                                        |
| 104,2          | Radio Salü              | _SALUE__ | D3B8   | –                | 0,1      | D (20–80°)                               | H                                        |
| 106,1          | Radio Saarschleifenland | RadioRSL | D3BA   | –                | 0,1      | D (20–80°)                               | H                                        |

### Digitaler Hörfunk (DAB / DAB+)
Das Digitalradio (DAB+) wird in vertikaler Polarisation und im Gleichwellenbetrieb mit anderen Sendern ausgestrahlt.
Bis zum 7. Januar 2012 wurde auf DAB-Kanal 8B zusammen mit privaten Radioprogrammen gesendet. Seit der Umstellung auf DAB-Kanal 9A werden momentan ausschließlich Radioprogramme des SR gesendet.
| Block                    | Programme | ERP (in kW) | Antennendiagramm rund (ND)/ gerichtet (D) | Gleichwellennetz (SFN) |
| ------------------------ | --- | ----------- | ----------------------------------------- | --- |
| 9A Saarland 1 (D__00238) | DAB+ Block des SR - SR 1 (120 kbps) - SR Kultur (120 kbps) - SR 3 Saarlandwelle (120 kbps) - Unserding (120 kbps) - Antenne Saar (96 kbps) - WDR Maus (72 kbps) | 2           | D                                         | Bliestal (Webenheim-Hahnen), Felsberg, Mettlach (St. Gangolf), Moseltal (Oberperl-Hammelsberg), Saarbrücken (Göttelborner Höhe), Saarbrücken (Halberg), Spiesen, Tholey (Schaumberg) |

### Analoges Fernsehen (PAL)
Vor der Umstellung auf DVB-T liefen hier die folgenden analogen TV-Sender:
| Kanal | Frequenz (MHz) | Programm       | ERP (kW) | Antennendiagramm rund (ND)/ gerichtet (D) | Polarisation horizontal (H)/ vertikal (V) |
| ----- | -------------- | -------------- | -------- | ----------------------------------------- | ----------------------------------------- |
| 9     | 203,25         | Das Erste (SR) | 0,016    | D                                         | H                                         |
| 35    | 583,25         | ZDF            | 0,04     | D                                         | H                                         |
| 54    | 735,25         | SR Fernsehen   | 0,04     | D                                         | H                                         |